# Fredrik Wisløff
Nils Fredrik Wisløff, född 16 augusti 1904 i Moss, död 17 september 1986 i Oslo, var en norsk präst verksam i Indremisjonsselskapet. Han var Ole Hallesbys andlige arvtagare, och blev lika populär som denne. Han var son till Johan Martin Wisløff. Han undervisade vid Augsburg Theological Seminary i Minneapolis 1929 och var präst vid Trinity Lutheran Church i Brooklyn 1930. År 1931 blev han lärare vid Indremisjonsselskapets bibelskola i Oslo, och var skolans föreståndare 1935–46; därefter präst och resepredikant för Indremisjonsselskapet, bortsett från 1953–54, då han var medredaktör i den kristna tidningen Vårt Land. Han var ordförande i Indremisjonsselskapet 1956–68, men annars mest verksam som författare.
Fredrik Wisløffs uppbyggelseböcker präglas av en vänlig humanitet, som får läsaren att känna att han talar till honom som till en kär vän. Detta har gjort honom till en av Nordens mest spridda uppbyggelseförfattare på 1900-talet.